# Lenguas iranias occidentales
Los idiomas iranios occidentales son un subgrupo de los idiomas iranios, atestiguados desde los tiempos del persa antiguo (siglo VI a. C.).
Las dos sub-ramas son:
- Idiomas iranios noroccidentales
- Idiomas iranios suroccidentales

La oposición de estos dos grupos de dialectos es evidente ya en los tiempos iranios antiguos, con la oposición entre el persa antiguo y el medo.

## Iranio noroccidental
Los idiomas iranios noroccidentales son una rama del grupo idiomático iranio occidental, hablado por alrededor de 40-50 millones de personas en el suroeste de Asia. Se clasifican en 9 grupos, cada uno de ellos con subgrupos, dialectos o idiomas individuales, contabilizándose más de 50 variedades en total.
Un destacado idioma iranio antiguo de este grupo es el medo; un destacado idioma iranio medio en este grupo es el parto.
- Grupo ormuri-parachi: ormuri, parachi
- Grupo balochi: Idioma baluchi (incluye: balochí meridional, balochí norteño, balochí oriental), bascardí, corosí
- Grupo iranio central: ardestani, astianí, darí-zoroastra, gazí, junsarí, khur va Biabanak, natanzí, nayiní, sivandí, soí, vafsí.
- Grupo semnaní: lasguerdí, sanguisarí, semnaní, sorjeí, khalaj.
- Grupo caspio: gileki, mazandaraní, shahmirzadi.
- Grupo talise: alvirí-vidarí, estehardím, gozarjaní, harzaní, kabateí, kasalí, karingani, kho'iní], kores-e rostaní, maragueí, razaserdí, rudbarí, sahrudí, takestaní, talisi, alto taromí.
- Grupo kurdo: Soraní, kurmanyi, feyli-kelhuri.
- Grupo zaza-goraní: bajelaní, dimli (zazakí), guraní,  kirmansekí, shabakí, Sarlí.
- Sin clasificar: Idioma laki Laki es un idioma de transición entre los idiomas iranios suroccidentales, en particular el idioma luri y los idiomas iranios noroccidentales como los idiomas kurdos.

## Iranio suroccidental
Los idiomas iranios suroccidentales también se llaman el grupo persida son un subgrupo de los idiomas iranios occidentales, e incluyen alrededor de 16 (estima SIL) idiomas y dialectos íntimamente relacionados hablados por muchos pueblos en Asia; esta familia de idiomas es una parte de la familia de idiomas iranios occidentales. Cada subfamilia en esta lista contiene subgrupos e idiomas individuales.
- Idioma lurí

Dialectos y variedades persas
- Persa estándar (basado en la literatura persa clásica)
  - Persa iraní
  - Dari
  - Tayiko
- Idioma aimaq
- Idioma bujarí (Judeo-bujarí)
- Idioma darvasí
- Idioma dehvarí
- Idioma yidí (Judeo-persa)
- Idioma hazara
- Idioma judeo-shirazi
- Persa juzestaní
- Idioma pahlavaní

Grupo fars
- Dialecto abduyi
- Dialecto davani
- Dialecto kazeruni antiguo

Dialectos y variedades de achomi
- - idioma achomi
  - Kumzari
  - Bashkardi
  - Judeo_shirazi
  - Bandari

Dialectos tatí
- Idioma judeotatí
- Tati (tati musulmán)

## Comparación léxica
Los numerales comparados en diversas lenguas iranias occidentales son:
| GLOSA | Meridionales  | Meridionales | Meridionales | Meridionales | Meridionales  | Meridionales | Meridionales | Meridionales | PROTO- INDOIRANIO SUROCCIDENTAL |
| GLOSA | Persa         | Persa        | Persa        | Persa        | Fars-lari     | Fars-lari    | Luri         | Luri         | PROTO- INDOIRANIO SUROCCIDENTAL |
| GLOSA | Antiguo persa | Pahlavi      | Farsi        | Dari         | Fārs (Davānī) | Lari         | Lori         | Bakhtiari    | PROTO- INDOIRANIO SUROCCIDENTAL |
| ----- | ------------- | ------------ | ------------ | ------------ | ------------- | ------------ | ------------ | ------------ | ------------------------------- |
| '1'   | aiwa-         | ēk           | yek          | yʌk          | yā            | yak          | yek̂          | yæk          | *aiwa/ *yak                     |
| '2'   | *duv-         | dō           | do           | du           | do            | do           | do           | do           | *dwa                            |
| '3'   | *çi-          | sē           | se           | se           | so            | se           | se           | se           | *çai                            |
| '4'   |               | čahar        | čāhār        | čɒr          | ʦâ            | čâr          | čâr          | čar          | *čaθar                          |
| '5'   |               | panǰ         | pænǰ         | pʌnǰ         | paːnso        | panǰ         | panǰ         | pænǰ         | *panǰ                           |
| '6'   |               | šaš          | šiš / šeš    | šʌš          | šiš           | šiš          | šiš          | šæš          | *šaš                            |
| '7'   |               | haft         | hæft         | hʌft         | haf           | aft          | haft         | hæft         | *haft                           |
| '8'   |               | hašt         | hæšt         | hʌšt         | haš           | ašt          | hašt         | hæšt         | *hašt                           |
| '9'   | *naw-         | nō           | noh          | no           | no            | nō           | noh          | no           | *naw-                           |
| '10'  | *daθ-         | dah          | dæh          | dʌ           | dā            | dā           | dah          | dæ           | *daθ-                           |

| GLOSA | Septentrionales | Septentrionales | Septentrionales | Septentrionales | Septentrionales | Septentrionales | Septentrionales  | Septentrionales | Septentrionales | Septentrionales | Septentrionales | Septentrionales | Septentrionales | Septentrionales | Septentrionales | PROTO- INDOIRANIO NOROCCIDENTAL |
| GLOSA | Balochi         | Balochi         | Caspio          | Caspio          | Caspio          | Vafsi           | Kurdo (kurmanji) | Ormuri-Parachi  | Ormuri-Parachi  | Semnani         | Semnani         | Talysh          | Talysh          | Zaza            | Zaza            | PROTO- INDOIRANIO NOROCCIDENTAL |
| GLOSA | Baluchi merid.  | Koroshi         | Gilaki          | Maza- derani    | Shahmir- zadi   | Vafsi           | Kurdo (kurmanji) | Ormuri          | Parachi         | Sangasari       | Semnani         | Harzani         | Tolışi          | Zazaki          | Hawra- mani     | PROTO- INDOIRANIO NOROCCIDENTAL |
| ----- | --------------- | --------------- | --------------- | --------------- | --------------- | --------------- | ---------------- | --------------- | --------------- | --------------- | --------------- | --------------- | --------------- | --------------- | --------------- | ------------------------------- |
| '1'   | yʌk             | yek             | yek             | yek             | æk              | yey             | yɛk              | səh             | žu              | yeke            | iɐ              | i               | iː              | žɛw             | yæk             | *yak                            |
| '2'   | do              | do              | do              | do              | dø              | do              | dɞdɞ             | diō             | di              | du              | dɵ              | de              | dɨ              | dy(dy)          | due             | *dui                            |
| '3'   | sæ              | sa              | se              | se              | sø              | sɛ              | sɨse             | r̥i              | ši              | še              | hærɐ            | here            | seː             | hire            | yære            | *θria                           |
| '4'   | čɑr             | čâr             | čəhɑr           | čār             | čɒr             | čɑr             | čʰɒɾ             | ʦār             | ʦōr             | čār             | čɒhɒr           | čö              | čʰō             | čɛħar           | čuār            | *čaʷhar                         |
| '5'   | pʌnč            | panš            | pənǰ            | panǰ            | pɐnǰ            | peǰ             | penǰ             | pẽːʣ            | pōnʦ            | pænǰ            | pɐnǰ            | pinǰ            | pænǰ            | panǰ            | pænǰ            | *panǰ                           |
| '6'   | šʌš             | šeš             | šiš             | šeš             | šeš             | šiš             | šɛš              | šəh             | xi              | šæš             | šɐš             | šoš             | šæš             | šɛš             | šɪš             | *šaš                            |
| '7'   | hʌft            | haft            | haf(t)          | haft            | hɐft            | hæf(d)          | ħɛft             | wō              | hōt             | hæft            | hɐšt            | hoft            | hɑft            | ħɛwt            | ħæwt            | *haft                           |
| '8'   | hʌšt            | hašt            | haš(t)          | hašt            | hašt            | hæš(d)          | ħɛyʃt            | hãːʃt           | ʔošft           | hæšt            | hašt            | hæšt            | hæšt            | ħɛšt            | ħæšt            | *hašt                           |
| '9'   | no              | no              | no(h)           | no              | nɐ              | no              | nɛhɛ             | nəh             | nō              | næ              | nɐ              | nov             | næv             | nɛw             | no              | *naw                            |
| '10'  | dɑ              | da              | da(h)           | da              | dɐ              | dæ(h)           | dɛhɛ             | dɜs             | dōs             | dæs             | dɐs             | doh             | dæ              | dɛs             | dæ              | *das                            |